# Eerste klasse hockey
De Eerste klasse is de op drie na hoogste competitie in het Nederlandse hockey.
Er zijn vier parallelle poules van elk 12 teams, die naar regio zijn ingedeeld. Elk team speelt 11 thuiswedstrijden en 11 uitwedstrijden (2 wedstrijden tegen elk team).

## Geschiedenis
De Eerste klasse was tot 1973 het hoogste niveau waar hockey gespeeld werd. De vier districten Noord, Oost, Zuid en West hadden ieder een eigen Eerste klasse. De vier kampioenen (en later ook de runner-ups) maakten na de reguliere competitie in een aparte kampioenscompetitie onderling uit wie het landskampioenschap zou pakken. Met ingang van het seizoen 1973/74 werd één landelijke Hoofdklasse ingevoerd met 12 teams boven op de Eerste klasse bij de mannen. De vrouwen volgden het voorbeeld pas veel later met ingang van het seizoen 1981/82. In datzelfde seizoen werd bij zowel de mannen als de vrouwen ook meteen de Overgangsklasse ingevoerd tussen Hoofd- en Eerste klasse. De overgangsklasse kreeg twee afdelingen en maakte van de Eerste klasse het op twee na hoogste niveau. In seizoen 2018/2019 werd tussen de Hoofdklasse en de Overgangsklasse de Promotieklasse ingevoerd, waardoor de Eerste klasse het op drie na hoogste niveau werd.

## Promotie/Degradatie
Vanaf seizoen 2018-2019 geldt de volgende regeling:
- De nummers 1 van de Eerste klasse (poule A t/m D) promoveren rechtstreeks naar de Overgangsklasse.
- De nummers 2 van de Eerste klasse (poule A t/m D) spelen een play-off tegen elkaar; de winnaars van deze play-off serie spelen vervolgens om promotie tegen een nummer 10 van de Overgangsklasse.
- De nummers 11 en 12 van de Eerste klasse (poule A t/m D) degraderen naar de tweede klasse.

## Uitslagen en standen
Uitslagen en standen van de eerste klasse zijn terug te vinden op http://www.hockey.nl of op de standenmotor van de KNHB.
Nederlandse competities: Hoofdklasse (zaal) · Promotieklasse · Overgangsklasse · Eerste klasse · Tweede klasse · Derde klasse · Vierde klasse · Gold Cup · Silver Cup

Nederlands kampioenschap: Lijst van Nederlandse landskampioenen hockey · Lijst van Nederlandse landskampioenen zaalhockey

Europese competities: Euro Hockey League · Europacup I · Europa Cup II · Europacup zaalhockey